# Juan Francisco Guerra
Juan Francisco Guerra (Caracas, Venezuela; 16 de febrero de 1987) es un exfutbolista y entrenador venezolano que actualmente dirige al Phoenix Rising FC de la USL Championship.

## Selección nacional
Además de haber participado con la selección venezolana sub-20 en 3 ocasiones, fue convocado por la absoluta vinotinto el 27 de julio de 2011 para la disputa de 2 encuentros amistosos, contra las selecciones de El Salvador y Honduras, en los Estados Unidos, el 7 y el 10 de agosto respectivamente. También participó en amistosos contra Costa Rica y Moldavia y fue convocado a los partidos clasificatorios mundial de Brasil 2014, contra Argentina, Colombia, disputando 35 minutos, Bolivia, Uruguay y Chile.

## Clubes

### Como jugador
| Club              | País           | Año         |
| ----------------- | -------------- | ----------- |
| FIU Panthers      | Estados Unidos | 2007 - 2009 |
| Monagas SC        | Venezuela      | 2009 - 2010 |
| Caracas FC        | Venezuela      | 2010 - 2011 |
| UD Las Palmas     | España         | 2011        |
| Caracas FC        | Venezuela      | 2012 - 2013 |
| Carabobo FC       | Venezuela      | 2013 - 2014 |
| ACD Lara          | Venezuela      | 2014        |
| Tampa Bay Rowdies | Estados Unidos | 2015 - 2017 |
| New York Cosmos   | Estados Unidos | 2017        |
| Indy Eleven       | Estados Unidos | 2018        |

### Como Segundo Entrenador
| Club              | País           | Año         | S. Entrenador de |
| ----------------- | -------------- | ----------- | ---------------- |
| Indy Eleven       | Estados Unidos | 2018 - 2021 | Martin Rennie    |
| Phoenix Rising FC | Estados Unidos | 2021        | Rick Schantz     |

### Como Entrenador
| Club              | País           | Año           |
| ----------------- | -------------- | ------------- |
| Oakland Roots SC  | Estados Unidos | 2021-2022     |
| Phoenix Rising FC | Estados Unidos | 2022-presente |

### estadísticas
- Actualizado a 14 de mayo de 2023[4]

| Club                             | Temporada   | Competición       | Partidos | Anotado | Asistencias |    |   |
| -------------------------------- | ----------- | ----------------- | -------- | ------- | ----------- | -- | - |
| Monagas · Venezuela              | 2009-2010   | Primera División  | 23       | 1       | 0           | 1  | 0 |
| Caracas FC · Venezuela           | 2010-2011   | Primera División  | 22       | 0       | 0           | 2  | 0 |
| Caracas FC · Venezuela           | 2010-2011   | Copa Libertadores | 6        | 0       | 0           | 1  | 0 |
| Caracas FC · Venezuela           | 2010-2011   | Copa Sudamericana | 1        | 0       | 0           | 0  | 0 |
| UD Las Palmas España             | 2011        | Segunda División  | 1        | 0       | 0           | 1  | 0 |
| UD Las Palmas España             | 2011        | Copa del Rey      | 1        | 0       | 0           | 0  | 0 |
| Caracas FC · Venezuela           | 2012        | Primera División  | 17       | 1       | 1           | 5  | 0 |
| Carabobo FC · Venezuela          | 2013 - 2014 | Primera División  | 9        | 1       | 0           | 0  | 0 |
| ACD Lara · Venezuela             | 2014        | Primera División  | 10       | 0       | 0           | 2  | 0 |
| Tampa Bay Rowdies Estados Unidos | 2015 - 2017 | NASL              | 47       | 3       | 1           | 14 | 0 |
| New York Cosmos Estados Unidos   | 2017        | NASL              | 32       | 5       | 2           | 6  | 1 |
| Indy Eleven Estados Unidos       | 2018        | USL               | 26       | 1       | 2           | 3  | 0 |